# Joseph Mittey
Joseph Mittey (Vix, 1er avril 1853 - Genève, 25 juin 1936) est un peintre suisse d'origine française.

## Biographie

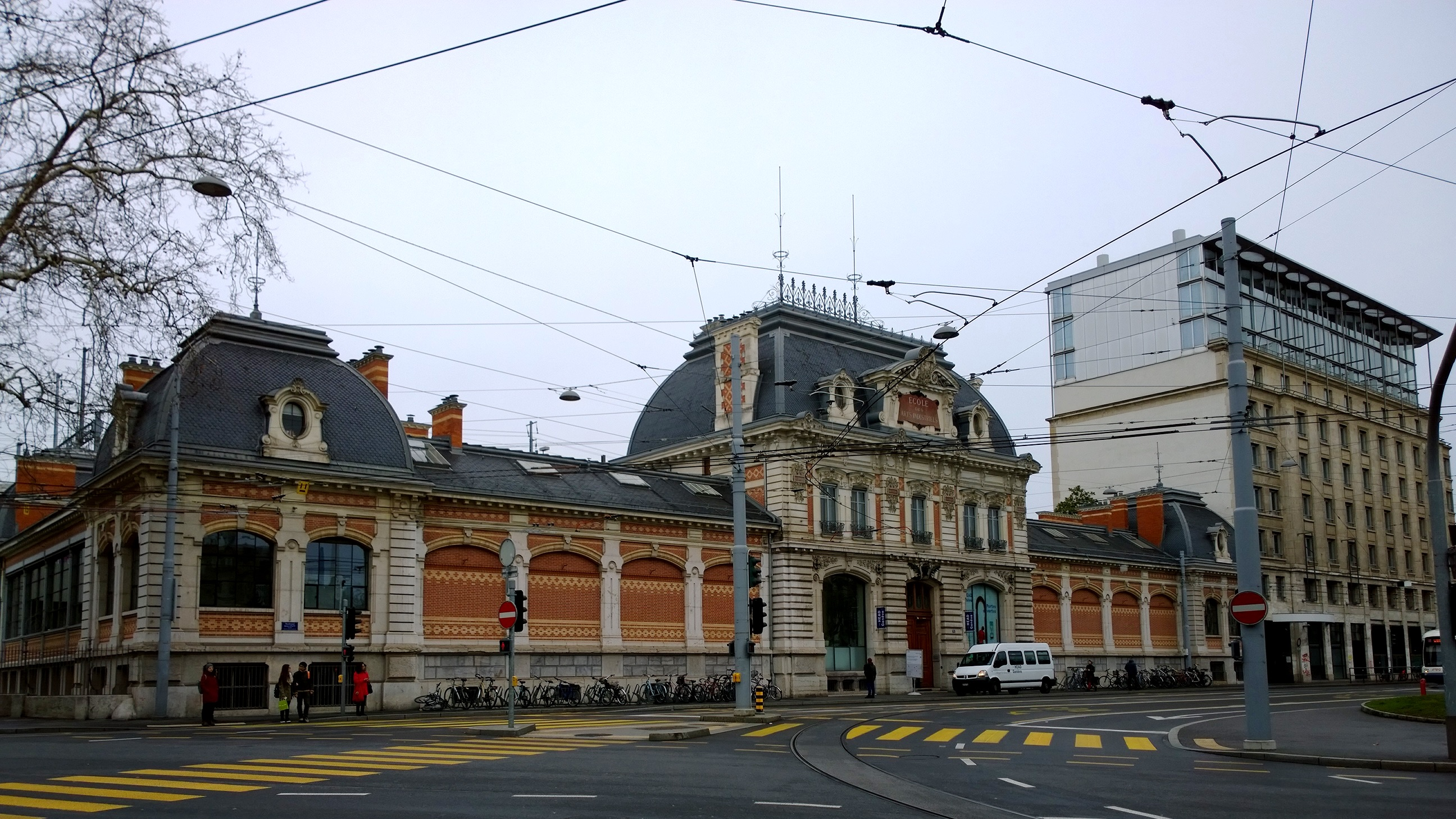
École des Arts industriels de Genève

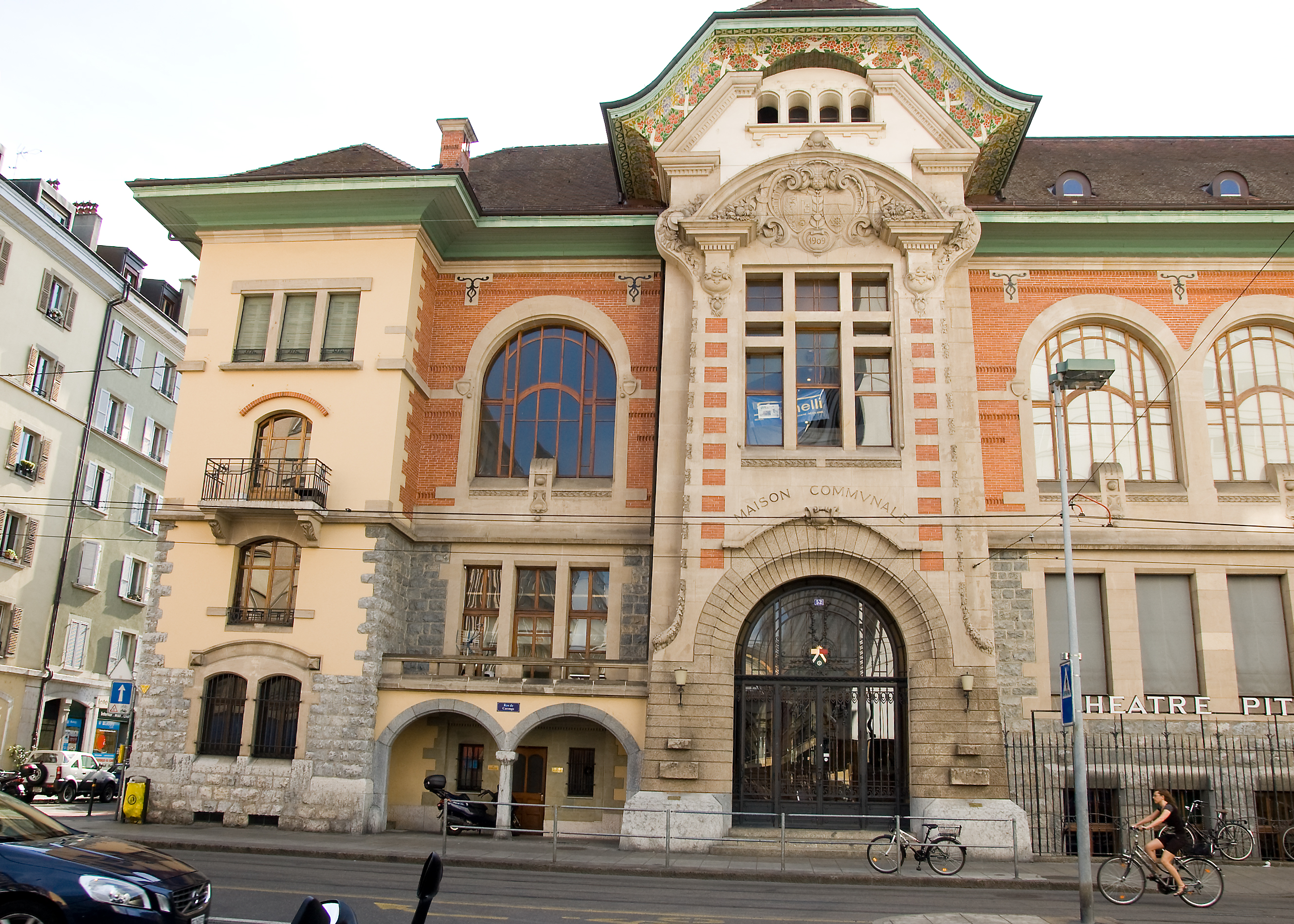
Salle communale de Plainpalais

Il expose à Paris où il commence en 1877 au Salon des artistes français (alors encore appelé Salon de peinture et de sculpture). Il est ensuite actif à Genève et participe ainsi à l'introduction de l'impressionnisme en Suisse.
Joseph Mittey est appelé à Genève dès la fin des années 1870 pour ouvrir la classe de dessin à la toute nouvelle École des Arts industriels. Édouard Ravel l’y rejoint quelques années plus tard pour y enseigner l’histoire de l’art. Plus tard, tous deux travaillent à la décoration de la salle communale de Plainpalais, inaugurée en 1909. En 1879, s'ouvre la classe de céramique, enseignement auquel le titulaire, Joseph Mittey, ne tarde pas à joindre la composition décorative, qui avait d'abord été attribuée à J. Benoit-Muzy et H. Silvestre, puis la peinture décorative.
Franc-maçon, Joseph Mittey décore en particulier le temple de la Grande Loge suisse Alpina et a aménagé le temple de la loge« L'Union des cœurs ». Il est également l'un des décorateurs actifs dans le cadre de la construction des pavillons de l'Exposition nationale qui se tient à Genève en 1896.
Joseph Mittey est le professeur de nombreux élèves, parmi lesquels Carlos Schwabe, qui suit ses cours de février 1882 à 1884 à l'École de Genève.
En marge des décorations d'intérieurs de bâtiments officiels, il peint durant sa carrière essentiellement des paysages très colorées (vues de campagne et de fleuves, paysages enneigés, vues d'Antibes, terrasses ensoleillées...) , au teints suaves mais fermes. On trouve également des bouquets et des scènes animées. Joseph Mittey s'adonne à la peinture à l'huile, à l'aquarelle et à la pyrogravure colorisée. Il expose partout en Europe, dans les grands Salons et dans les galeries d'art prestigieuses (Galerie Paul Vallotton à Lausanne, Galerie Rowney à Londres).
Ses œuvres sont présentes dans une salle du musée de Lancy, consacrée à l'art régional et à l'impressionnisme, au musée d'art de Winterthour et dans de nombreuses collections privées.

## Expositions
- Salon de peinture et de sculpture, puis Salon des artistes français, Paris, de 1877 à 1935.
- Exposition de la section de Genève des peintres, sculpteurs et architectes suisses, 1923, 1924[6].
- Exposition municipale des Beaux-Arts, Genève, 1935[6].
- Exposition de la Société mutuelle artistique, Genève, 1954[6].

## Collections publiques

### Musées

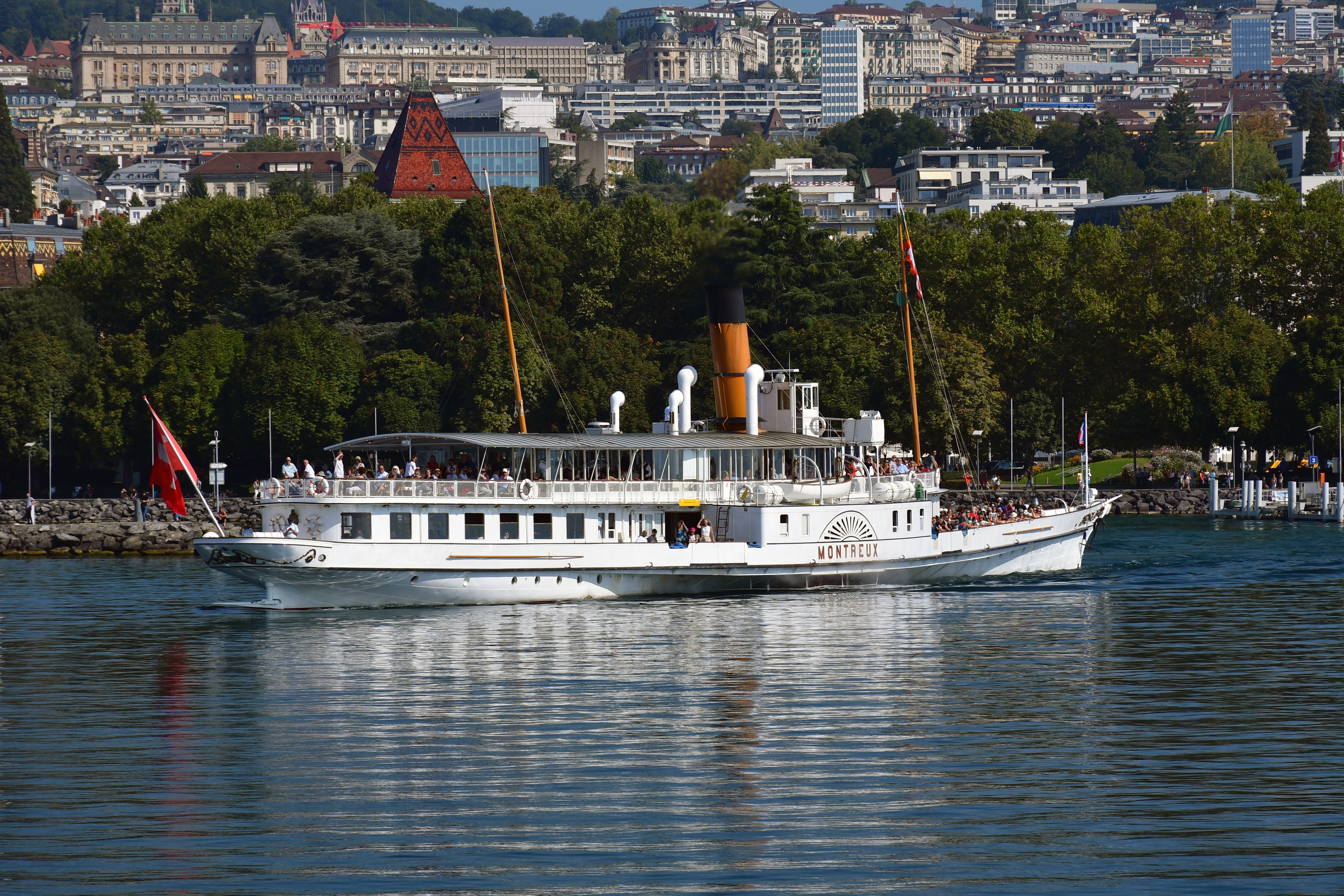
Le Montreux

- Musée du Léman, Nyon, Narcisses, pyrogravure et peinture[7].

### Bateau
- bateau à vapeur le Montreux, Narcisses, pyrogravure et peinture[8].

## Distinctions
- Médaille d'or, Exposition universelle de 1900[6].
- Officier de l'instruction publique[6].
- Chevalier de la Légion d'honneur[6].

## Élèves
- Nora Gross (1871-1929)[9].
- Gabriel Édouard Haberjahn (1890-1956).
- Hélène de Mandrot (1867-1948).
- Carlos Schwabe (1866-1936)[10].
- Anna Gustavine Spühler (1872-1967)[11].
- François Joseph Vernay (1864-1950).
- Mary Golay (1864-1944)[12]